# آمیتیست (درگ کوئین)
آمتیست (نام واقعی زک) یک مجری درگ آمریکایی است که در فصل ۱۵ مسابقه درگ روپا شرکت کرد. آمتیست اهل بریستول و وست هارتفورد، کانکتیکات است. او قبل از حضور در مسابقه Drag Race با همکار خود رابین فیرس رابطه داشت.